# سلیم طوقی بزرگ

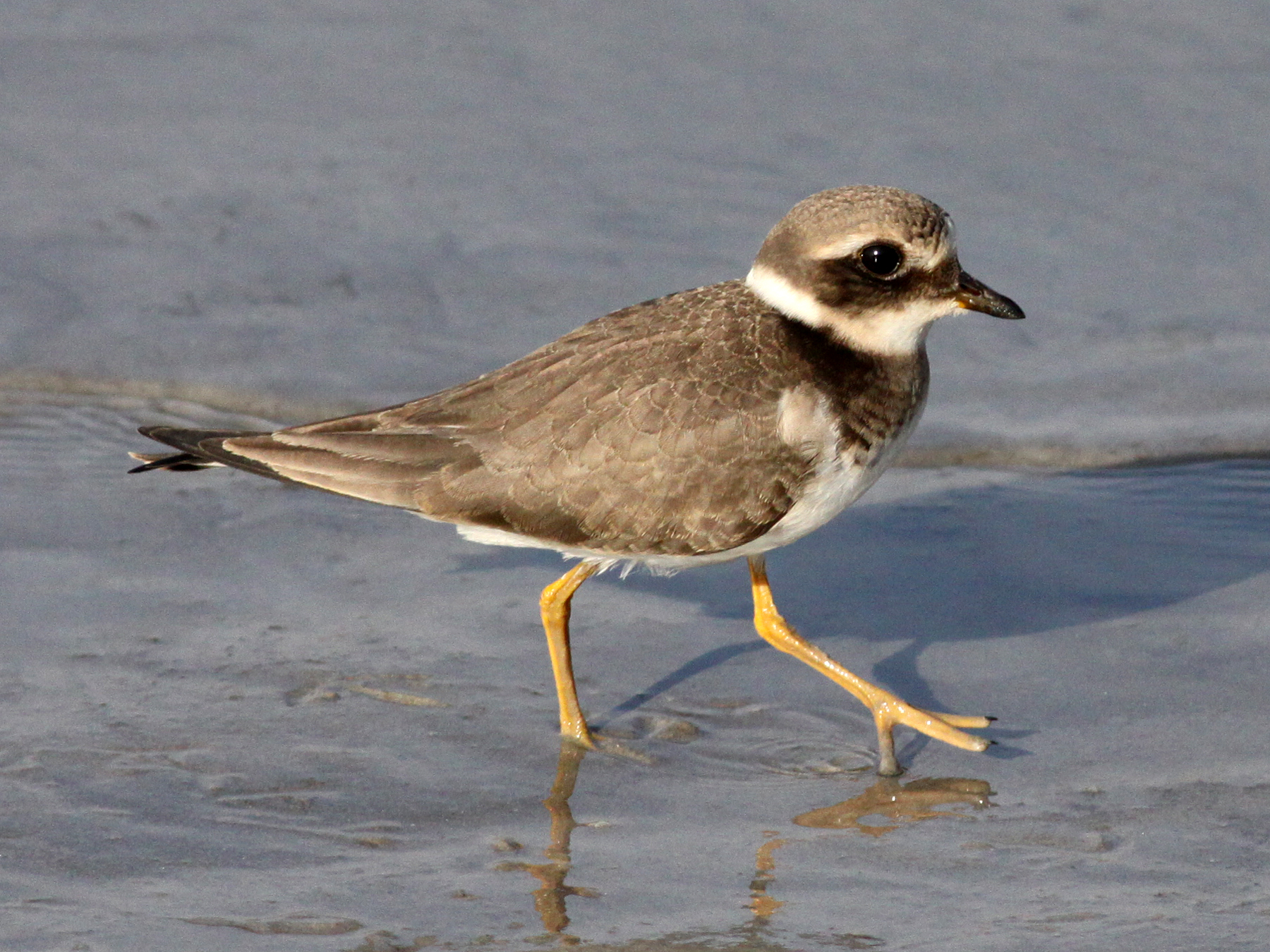
Charadrius hiaticula

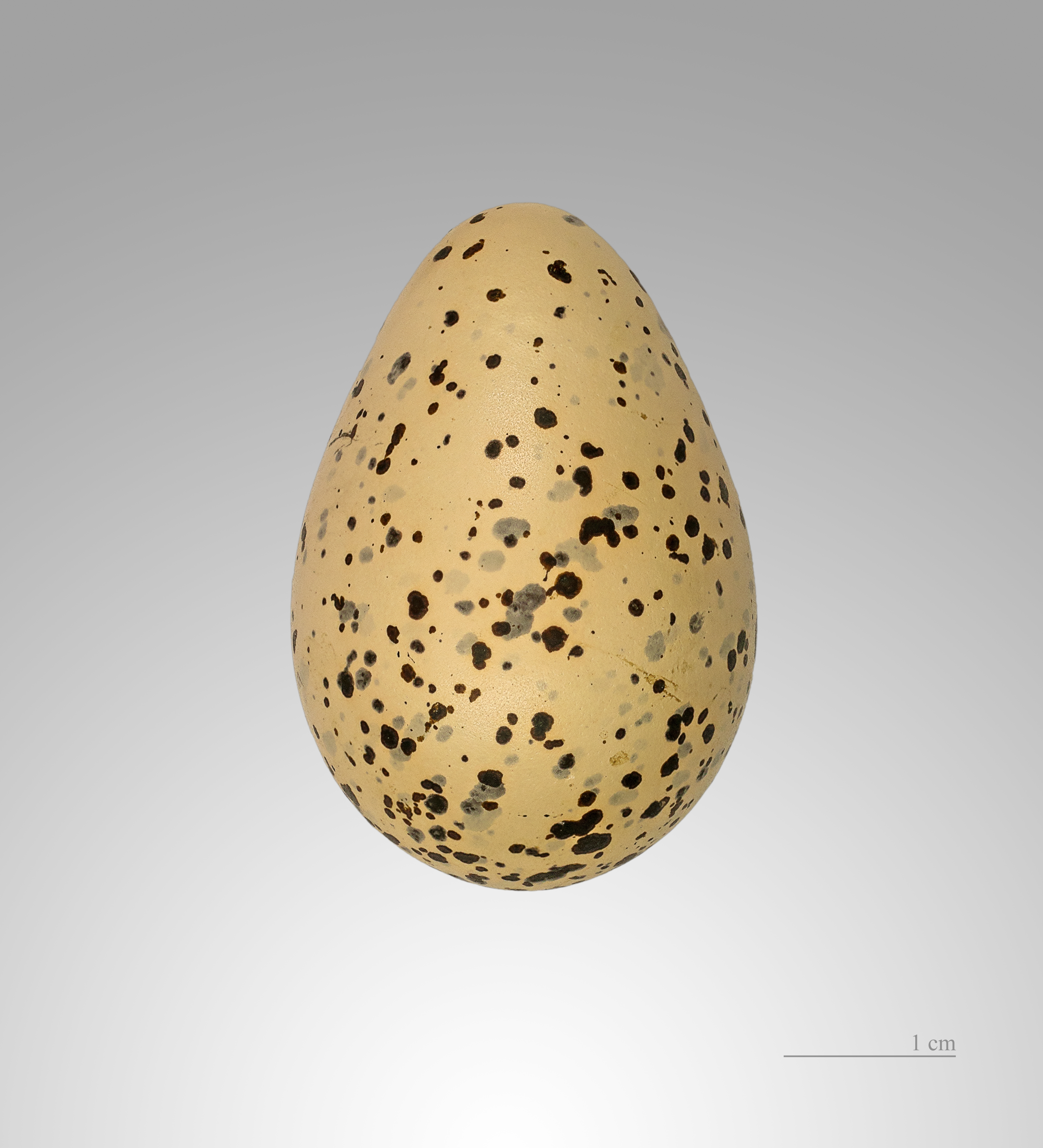
Charadrius hiaticula

سلیم طوقی بزرگ یا سلیم طوقی (نام علمی: Charadrius hiaticula)نام یک گونه از سرده‌ی سلیم‌های طوق‌دار است. طول آن ۱۹ سانتی‌متر است.پرنده‌ای است ساحلی، کوچک و فعال،با بدنی فربه که طوق سینه‌ای پهن و سیاه و پاهای نارنجی رنگ دارد. 《غالباً پاها به علت آلودگی به گل سیاه‌رنگ به نظر می‌رسد》 پرنده‌ای است پر تحرک و دویدنش همراه‌ با توقف‌های کوتاه است که در این حالت برای برداشتن غذا سر و بدن خود را به‌طرز خاصی خم می‌کند. سطح پشتی آن به رنگ قهوه‌ای روشن و دور گردنش سفید است، نوار چشمی سیاه و پیشانی سفید و برجسته‌ای دارد، منقارش نارنجی و نوک آن سیاه است، نوار بالی سفید آن در پرواز مشخص می‌باشد. پرنده نابالغ در سطح پشتی به رنگ قهوه‌ای با طرح فلس مانند است، نشانه‌های سیاه‌رنگ سر را ندارد و طوق سینه‌ای آن به رنگ قهوه‌ای مایل به سیاه و ناقص می‌باشد. پاهایش تقریباً زرد و نوک دمش سفید است. پرواز سلیم طوقی سریع است و منظم بال می‌زند.

## زیستگاه
در سواحل شنی و گلی، آب‌های داخل خشکی و گاهی نیز در زمین‌های باتلاقی دیده می‌شود.

## پراکندگی
سلیم طوقی پرنده ایست که زمستان‌ها در سواحل جنوب از پراکندگی فراوانی برخوردار است و گاهی به صورت مهاجر عبوری در همه‌جای ایران دیده می‌شود.